# Andlang
En la Mitología nórdica, Andlang (también Andlàngr o Öndlangr) está descrito como el segundo paraíso divino que se extiende entre el primero, que contiene las mansiones de los dioses, y el tercero, llamado Víðbláinn. Andlang servirá como refugio y morada para las almas de los muertos durante y después de la destrucción de Ragnarök.